# Route nationale 775
Die Route nationale 775, kurz RN 775 oder N 775, war von 1933 bis 1973 eine französische Nationalstraße, die in zwei Teilen zwischen Segré und der Route nationale 166 westlich von Vannes verlief. 1973 übernahm die Route nationale 171 den Abschnitt zwischen Pouancé und Châteaubriant. Dieser wurde 2006 abgestuft. Ihre Gesamtlänge betrug 135,5 Kilometer. Zwischen Segré und Pouancé wird die D775 zu einer Schnellstraße als Teil einer Schnellstraßenachse zwischen Angers und Rennes ausgebaut.